# IAC美術会
IAC美術会（あいえーしーびじゅつかい）は、全ての作家（作品を創作する人）に開かれた公募展覧会を主催する美術団体。
IACとは、INTERNATIONAL ART CLUBのイニシャル。IAC美術会が主催するIAC美術展は、基本的にアンデパンダン（無審査方式）に基づいている。「文部科学大臣賞」「長野県知事賞」を始めとする諸官公庁賞の他、朝日、読売、毎日各本社などの新聞社賞、テレビ局賞等の多彩な賞は、出品者の励みとなっており、受賞をばねにプロ作家も輩出している。

## 歴史
1977年、岩淵絵画研究所の岩淵陽人が国の内外を問わず「広く誰でも参加できる場」という趣旨で全国のアーティストに呼びかけを行い、多くの賛同者を得てIAC展運営委員会が発足。
同年7月2日、松本市厚生文化会館において第1回IAC展を開催した。出品者は岩淵絵画研究所のメンバーを中心として、同展開催の趣旨に賛同した作家諸氏
1982年、展覧会の開催だけを目的とするIAC展運営委員会が活動の母体であったが、IAC美術会と改称したのに伴い、IAC展は全国公募IAC美術展と位置づけられた。
年を経るに従って、長野県下各地のみならず、県外からの参加者も増加した。
200余名の会員を擁する団体に成長して迎えた第10回記念展では、顧問制度を設け、衆議院議員の唐沢俊二郎、装道文化サロン会長の山中典士、信州大学名誉教授の有賀義人の三氏を迎えた。また官公庁、マスコミ各社などからの後援が大幅に拡大し、なかでも諸外国との美術交流を通じて日本文化を海外に紹介するという対外活動などが評価され、郵政省の後援を得た。
1993年には、スリランカにおいて「日・ス友好合同美術展」を開催。在スリランカ日本大使館後援、スリランカ大統領ジュニウス・リチャード・ジャヤワルダナの肝煎りで、コロンボ市の大統領博物館ギャラリーで開かれた。
第20回記念展を迎える頃となると、長野県内では伊那支部や佐久支部が活動を開始するとともに、全国的にも裾野が広がり、群馬支部、栃木支部、静岡支部が発足、2000年には関西支部も設立され、各地で強力な支部活動が開始された。
2001年にはベトナムのホーチミン市美術博物館において「日・越友好美術展」を開催、その後も世界各国と海外文化交流活動を積極的に行っている。